# Porophloeus fuscus
Porophloeus fuscus är en insektsart som först beskrevs av Melichar 1902.  Porophloeus fuscus ingår i släktet Porophloeus och familjen Flatidae. Inga underarter finns listade i Catalogue of Life.